# FA Cup 1872-73
La Football Association Challenge Cup 1872–73 fue la segunda edición de la FA Cup, la copa de Inglaterra, el torneo más antiguo del fútbol inglés. Compitieron dieciséis equipos, uno más que en la primera edición, aunque dos de ellos no llegaron a jugar ni un partido. Fue la única edición de la FA Cup en la que se utilizó un sistema de "desafío", por el cual los campeones de la anterior edición, los Wanderes, pasaban directamente a la final y elegían donde se jugaría.El Queen's Park, de Glasgow, quedó exento hasta las semifinales para evitar tantos desplazamientos. Sin embargo se retiró antes de jugar su primer partido y así el Oxford University pasó directamente a la final. El otro equipo que no llegó a jugar fue el Hitchin F.C., dando el pase directo a la segunda ronda al Clapham Rovers.Tras disputarse catorce partidos, los Wanderes lograron reeditar su título ganando 2-0 a Oxford University en la final celebrada en Londres, en el Lillie Bridge.

## Primera ronda
| 19 de octubre de 1872 | Barnes | 0:1 | South Norwood |  |  |

| 26 de octubre de 1872 | Maidenhead | 1:0 | Marlow |  |  |

|  | Clapham Rovers | w/o | Hitchin |  |  |

|  | Queen's Park | Bye |  |  |  |

| 26 de octubre de 1872 | Reigate Priory | 2:4 | Windsor Home Park |  |  |

| 26 de octubre de 1872 | Civil Service | 0:3 | Royal Engineers |  |  |

| 26 de octubre de 1872 | Upton Park | 0:2 | 1st Surrey Rifles |  |  |

| 26 de octubre de 1872 | Crystal Palace | 0:2 | Oxford University |  |  |

## Segunda ronda
|  | Royal Engineers | Bye |  |  |  |

| 23 de noviembre de 1872 | Clapham Rovers | 0:3 | Oxford University |  |  |

23 de           R
|  | Queen's Park | Bye |  |  |  |

| 23 de noviembre de 1872 | 1st Surrey Rifles | 0:3 | Maidenhead |  |  |

| 23 de noviembre de 1872 | South Norwood | anulado | Windsor Home Park |  |  |

### Desem 1:0 Right's Unidet pa
| 23 de noviembre de 1872 | Windsor Home Park | 3:0 | South Norwood |  |  |

## Tercera ronda
| 23 de noviembre de 1872 | Windsor Home Park | 0:1 | Maidenhead |  |  |

| 23 de noviembre de 1872 | Oxford University | 1:0 | Royal Engineers |  |  |

|  | Queen's Park | Bye |  |  |  |

## Cuarta ronda
| 23 de noviembre de 1872 | Oxford University | 4:0 | Maidenhead |  |  |

|  | Queen's Park | Bye |  |  |  |

## Semifinales
| 23 de noviembre de 1872 | Oxford University | w/o | Queen's Park |  |  |

## Final
| 23 de noviembre de 1872 | Wanderers | 2:0 | Oxford University | Lillie Bridge, Londres        |  |
|                         |           |     |                   | Asistencia: 3000 espectadores |  |